# Saeed Abedini
Saeed Abedini (en persa: سعيد عابدينی‎  , nacido el 7 de mayo de 1980) es un pastor cristiano iraní-estadounidense que fue encarcelado en Irán en 2012 por acusaciones de que comprometió la seguridad nacional. Durante su encarcelamiento, Abedini se hizo conocido internacionalmente como víctima de persecución religiosa. Tras la presión internacional, Abedini fue liberado de prisión el 16 de enero de 2016 junto con otros presos estadounidenses.

## Biografía
Nacido en Irán, Abedini es un ex chiita que se convirtió al cristianismo en 2000. Mientras que el cristianismo es reconocido como una religión minoritaria bajo la constitución iraní, los chiitas convertidos al cristianismo sufren discriminación a manos de las autoridades iraníes. En particular, a estos conversos se les prohíbe adorar con otros cristianos en iglesias cristianas establecidas, lo que ha llevado al establecimiento de las llamadas iglesias "domésticas" o "subterráneas" donde estos conversos pueden adorar juntos.
En 2002, Abedini conoció y se casó con su esposa Naghmeh, ciudadana estadounidense. A principios de la década de 2000, los Abedini se hicieron prominentes en el movimiento de iglesias domésticas en Irán, en un momento en que el gobierno iraní toleraba el movimiento. Durante este período, a Abedini se le atribuye el establecimiento de unas 100 iglesias en casas en 30 ciudades iraníes con más de 2000 miembros. Sin embargo, con la elección de Mahmoud Ahmedinejad en 2005, las autoridades iraníes reprimieron el movimiento de las iglesias domésticas y los Abedini regresaron a los Estados Unidos. 
En 2008, Abedini se convirtió en ministro ordenado en los EE. UU. y en 2010 se le otorgó la ciudadanía estadounidense, convirtiéndose así en un ciudadano iraní-estadounidense con doble nacionalidad. Abedini vivía con su familia en Boise, Idaho, donde creció su esposa.
El primer viaje de Abedini a Irán fue en 2009 para visitar a su familia extendida, cuando las autoridades gubernamentales lo detuvieron. Según Abedini, fue amenazado de muerte durante su interrogatorio sobre su conversión al cristianismo. Finalmente, fue puesto en libertad después de firmar un compromiso de cesar todas las actividades de iglesias domésticas en el país. Como parte de este mismo acuerdo, a Abedini se le permitió regresar a Irán libremente para trabajar en esfuerzos humanitarios no sectarios.
Abedini se casó con su esposa Naghmeh, ciudadana estadounidense, en 2002. Saeed y Naghmeh Abedini tienen dos hijos y, a partir de 2015, eran miembros de la iglesia Calvary Chapel en Boise. 
En 2015, durante su encarcelamiento en Irán, Abedini fue acusado por su esposa Naghmeh de años de abuso sexual, físico y emocional. También afirmó que Saeed era adicto a la pornografía. Anteriormente había recibido una sentencia de prisión suspendida de tres meses por agresión doméstica en 2007. Christianity Today publicó dos correos electrónicos que Naghmeh envió a sus partidarios sobre su matrimonio. Ella confirmó que había experimentado "abuso físico, emocional, psicológico y sexual a través de la adicción de su esposo a la pornografía". Ella escribió en ese momento: "El abuso comenzó temprano en su matrimonio y empeoró durante el encarcelamiento de Saeed". Los dos habían estado hablando por teléfono y por Skype, pero ella dijo que no había hablado con él desde octubre.
El 27 de enero de 2016, Reuters informó que Naghmeh Abedini había solicitado una separación legal. Saeed Abedini luego solicitó el divorcio. En abril de 2017, Saeed Abedini anunció que se había finalizado el divorcio. El 13 de febrero de 2017, Abedini se declaró culpable de violar una orden de alejamiento que había obtenido su exesposa. Fue multado, sentenciado a servicio comunitario y puesto en libertad condicional. Abedini fue arrestado el 18 de marzo de 2018 por presuntamente violar una orden de no contacto al enviar mensajes despectivos a su exesposa; se declaró inocente.

### Arresto en Irán
En julio de 2012, después de hacer su noveno viaje a Irán desde 2009 para visitar a sus familiares y seguir construyendo un orfanato en la ciudad de Rasht, Abedini fue puesto bajo arresto domiciliario por el Cuerpo de la Guardia Revolucionaria Islámica; sus pasaportes fueron confiscados. Fue trasladado a la prisión de Evin a finales de septiembre.

### Enjuiciamiento, juicio y sentencia
A mediados de enero de 2013, se informó que Abedini iría a juicio el 21 de enero y podría enfrentar la pena de muerte. Fue acusado de comprometer la seguridad nacional, aunque las acusaciones específicas no se hicieron públicas. Sus partidarios dijeron que su arresto se debió a su conversión y a su asistencia a reuniones cristianas pacíficas en Irán. El 21 de enero de 2013, los medios estatales iraníes informaron que Abedini sería liberado después de pagar una fianza de 116.000 dólares. Su esposa, sin embargo, afirmó que el gobierno "no tiene intención de liberarlo y que el anuncio es 'un juego para silenciar' los informes de los medios internacionales". 
El 27 de enero de 2013, tras un juicio, el juez Pir-Abassi condenó a Abedini a ocho años de prisión. Según Fox News, Abedini fue sentenciado por haber "socavado al gobierno iraní al crear una red de iglesias domésticas cristianas y... intentar alejar a la juventud iraní del Islam". La evidencia contra Abedini se basó principalmente en sus actividades a principios de la década de 2000. Abedini estaba destinado a cumplir su condena en la prisión de Evin. 
A principios de noviembre de 2013, Abedini fue trasladado de Teherán a la prisión de Rajai Shahr en la ciudad de Karaj, que estaba poblada de criminales pesados y era conocida por poner a los prisioneros en condiciones duras (y en ocasiones potencialmente mortales).

### Activismo proliberación
En enero de 2013, el Departamento de Estado de EE. UU. condenó la sentencia de Abedini: "Condenamos la continua violación por parte de Irán del derecho universal a la libertad religiosa y hacemos un llamado a las autoridades iraníes para que respeten los derechos humanos del Sr. Abedini y lo liberen".
Amnistía Internacional planteó repetidamente la cuestión del encarcelamiento de Abedini, calificándolo de preso de conciencia y pidiendo a Irán que liberara a todas las personas detenidas por ejercer pacíficamente su derecho a la libertad de expresión, asociación y reunión. 
En mayo de 2015, el Senado de los Estados Unidos aprobó por unanimidad, 90 a 0, una resolución que instaba al gobierno iraní a liberar de inmediato a Abedini y a otros dos estadounidenses encarcelados en Irán, Amir Hekmati y Jason Rezaian, y a cooperar con el gobierno de los EE. UU. para localizar y Regresa Robert Levinson, quien se encuentra desaparecido en el país. La resolución fue presentada por el senador James Risch de Idaho, el estado natal de Abedini. 
En marzo de 2015, en un mensaje conmemorativo del Nowruz (el año nuevo persa), el presidente Barack Obama nombró a Abedini, Rezaian y Hekmati y pidió su liberación. Obama dijo: "[Abedini] ha pasado dos años y medio detenido en Irán por cargos relacionados con sus creencias religiosas. Debe ser devuelto a su esposa y sus dos hijos pequeños, quienes innecesariamente continúan creciendo sin su padre". Obama también se reunió con Naghmeh Abedini durante una visita a Boise en enero de 2015. 
En julio de 2015, en un discurso ante los Veteranos de Guerras Extranjeras, Obama volvió a nombrar a Abedini, Rezaian y Hekmati pidiendo su liberación (y cooperación para encontrar a Levinson) y diciendo: "No vamos a ceder hasta que traigamos a casa a nuestros estadounidenses que están injustamente detenidos en Irán". El secretario de Estado John Kerry dijo el mismo mes que "no hubo una sola reunión" durante las conversaciones nucleares de 2013 a 2015 (que condujeron al Plan de Acción Integral Conjunto) en la que Estados Unidos no planteó el tema. de los cuatro americanos. '
En noviembre de 2015, Naghmeh Abedini comenzó a retractarse de hablar públicamente a favor de la liberación de su esposo y les dijo a sus partidarios por correo electrónico que había abusado de ella y que ella "ya no podía vivir una mentira". 

### Liberación
El 16 de enero de 2016, Saeed Abedini fue puesto en libertad. Irán dijo que estaban siendo intercambiados por siete iraníes detenidos en prisiones estadounidenses, pero no hubo confirmación inmediata de Estados Unidos. “Además, la televisión estatal iraní dijo que 14 iraníes buscados por Estados Unidos serían eliminados de una lista de personas buscadas de Interpol”. El periodista del Washington Post Jason Rezaian, el veterano de la Marina Amir Hekmati y Nosratollah Khosrawi también fueron liberados por Irán.

### Desarrollos posteriores
En marzo de 2016, Abedini apareció en The Watchman, un programa proisraelí de TBN que promueve las relaciones israelíes-estadounidenses. Abedini ha declarado que los interrogadores lo golpearon durante su encarcelamiento en Irán. En noviembre de 2019, un tribunal federal dictaminó que el gobierno iraní le debía a Abedini 47 millones de dólares para compensarlo por las torturas que experimentó mientras estuvo en prisión.